# Rafael Berger
Rafael Berger, meglio noto come Alemão (Vila Velha, 14 luglio 1986), è un calciatore brasiliano, difensore del Capixaba.

## Carriera

### Club
Ha giocato nella massima serie dei campionati brasiliano, saudita e sudcoreano.

## Palmarès

### Competizioni statali
- Campionato Pernambucano: 2

Santa Cruz: 2015, 2016

### Competizioni regionali
- Copa do Nordeste: 1

Santa Cruz: 2016